# Lärplatta i förskolan
Lärplatta är en surfplatta som används i pedagogiska sammanhang. Begreppet används i många förskolor runt om i Sverige. Förutom av förskolor används begreppet även inom kommuner, i media och i böcker. Andra begrepp som används är surfplatta, platta, padda eller läsplatta. Padda är dock egentligen ett vardagligt namn för surfplattor av varumärket Ipad, och läsplatta en annan apparat som är avsedd för att läsa e-böcker.
Lärplattan är populär bland kommuner i Sverige och många kommuner inskaffar sig digital kunskap där IKT pedagoger har blivit en yrkestitel . Vidare har EU valt ut digital kompetens som en av åtta nyckel kompetenser . Detta har gjort att fler och fler kommuner satsar på bland annat lärplattor.

## Användningsområden
Lärplattan är som en liten handdator och innehåller kamera för stillbilder och videoinspelning, mikrofon, högtalare, möjlighet till internetuppkoppling och att ansluta sig till projektor. Den har blivit ett verktyg för både barn och pedagoger inom förskolan att skapa med och att dokumentera aktiviteter och lärande på ett enkelt sätt. Nu finns de olika dokumentationsverktygen samlade på ett och samma ställe vilket upplevs som mycket smidigare . 
Det finns också ett stort utbud av pedagogiska mobilapplikationer som stimulerar barns lärande inom olika områden, som tal- och språkutveckling, matematik, samarbete med mera. Undersökningar visar på att det går att dra slutsatser om hur en bra app för barn ser ut. Det som framgår är att en bra app för barn har ett innehållsrikt innehåll och en bra design utan störningsmoment som reklam eller popup-fönster.
Lärplattan ger även förskolor möjlighet att kommunicera enkelt med andra förskolor genom kostnadsfria  kommunikationsverktyg till exempel Skype. Detta innebär att lärplattan ger barnen möjlighet till kommunikation med både vuxna och barn på andra sidan jorden 

## Kollektivt lärande
Genom Ipads eller lärplattor i förskolan har ett kollektivt lärande möjliggjorts både bland barn och vuxna eftersom samspelssituationer uppstår mellan vuxna och barn . Bland barnen möjliggörs detta genom att lärplattans storlek bjuder in till att flera barn samtidigt kan sitta och hjälpas åt. Vidare har det noterats att barnens kommunikation kring lärplattor oftast är kroppsligt vilket innebär att de pekar och gestikulerar .
Det finns studier som också visar på hur lärplattan ger andra möjligheter till språkutveckling än datorn som jämförelse. Detta eftersom du genom lärplattan interagerar med andra personer på ett helt annat sätt, samt att barnen ofta samarbetar kring lärplattan.

## Teoretiskt perspektiv
Två forskningsprojekt om lärplattor i förskolan har bidragit till att ett nytt perspektiv på lärande har utvecklats vid Stockholms universitet, Designs for Learning, som kan underlätta analyser av barns emergent literacy. De två projekten är AppKnapp - peka, lek och lär i förskolan och Plattan i mattan - didaktisk design och digitala lärplattor i förskolan. Projekten har haft som syfte att implementera digitala lärplattor i den dagliga verksamheten i förskolan, initiera användandet av digitala miljöer som stimulerande lärmiljöer, utveckla förskollärares IKT-kompetens och undersöka och utvärdera förskolans digitala lärmiljöer, främst  angående barns literacy.

## Samhällsdebatt
Lärplattan kom till förskolans värld runt starten på 2010-talet och det uppstod då en samhällsdebatt där många vuxna tyckte att barnen skulle sitta mindre vid skärmar och istället vara ute och leka. Bland pedagoger var åsikterna mer blandade där pedagoger kunde se möjligheterna med nya inlärningsmöjligheter .